# Saint-Bonnet-de-Joux
Saint-Bonnet-de-Joux is een gemeente in het Franse departement Saône-et-Loire (regio Bourgogne-Franche-Comté). De plaats maakt deel uit van het arrondissement Charolles. Saint-Bonnet-de-Joux telde op 1 januari 2022 797 inwoners.

## Geografie
De oppervlakte van Saint-Bonnet-de-Joux bedroeg op 1 januari 2022 29,43 vierkante kilometer; de bevolkingsdichtheid was toen 27,1 inwoners per km².

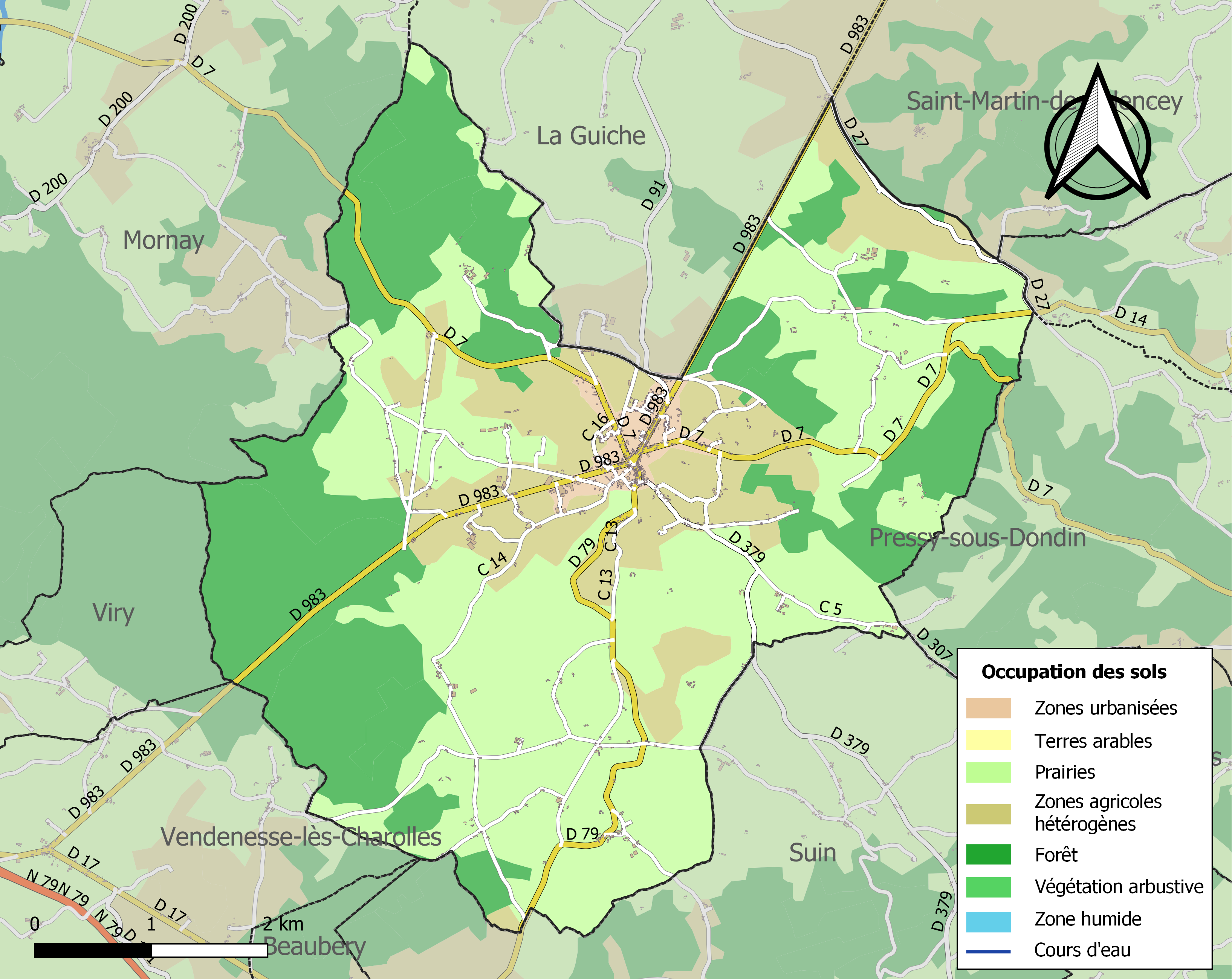
Kaart van de gemeente met de belangrijkste infrastructuur, bodemgebruik en omliggende gemeenten

## Demografie
Onderstaande figuur toont het verloop van het inwonertal (bron: INSEE-tellingen).